# Meadow View Addition
Meadow View Addition – jednostka osadnicza w Stanach Zjednoczonych, w stanie Dakota Południowa, w hrabstwie Minnehaha.